# NGC 6689
NGC 6689 est une galaxie spirale barrée relativement rapprochée, vue par la tranche et située dans la constellation du Dragon. Sa vitesse par rapport au fond diffus cosmologique est de 403 ± 6 km/s, ce qui correspond à une distance de Hubble de 5,94 ± 0,43 Mpc (∼19,4 millions d'al). NGC 6689 a été découverte par l'astronome prussien Heinrich Louis d'Arrest en 1863. Cette galaxie a aussi été observée par l'astronome américain Lewis Swift le 31 octobre 1886 et elle a été inscrite au New General Catalogue sous la désignation NGC 6690.

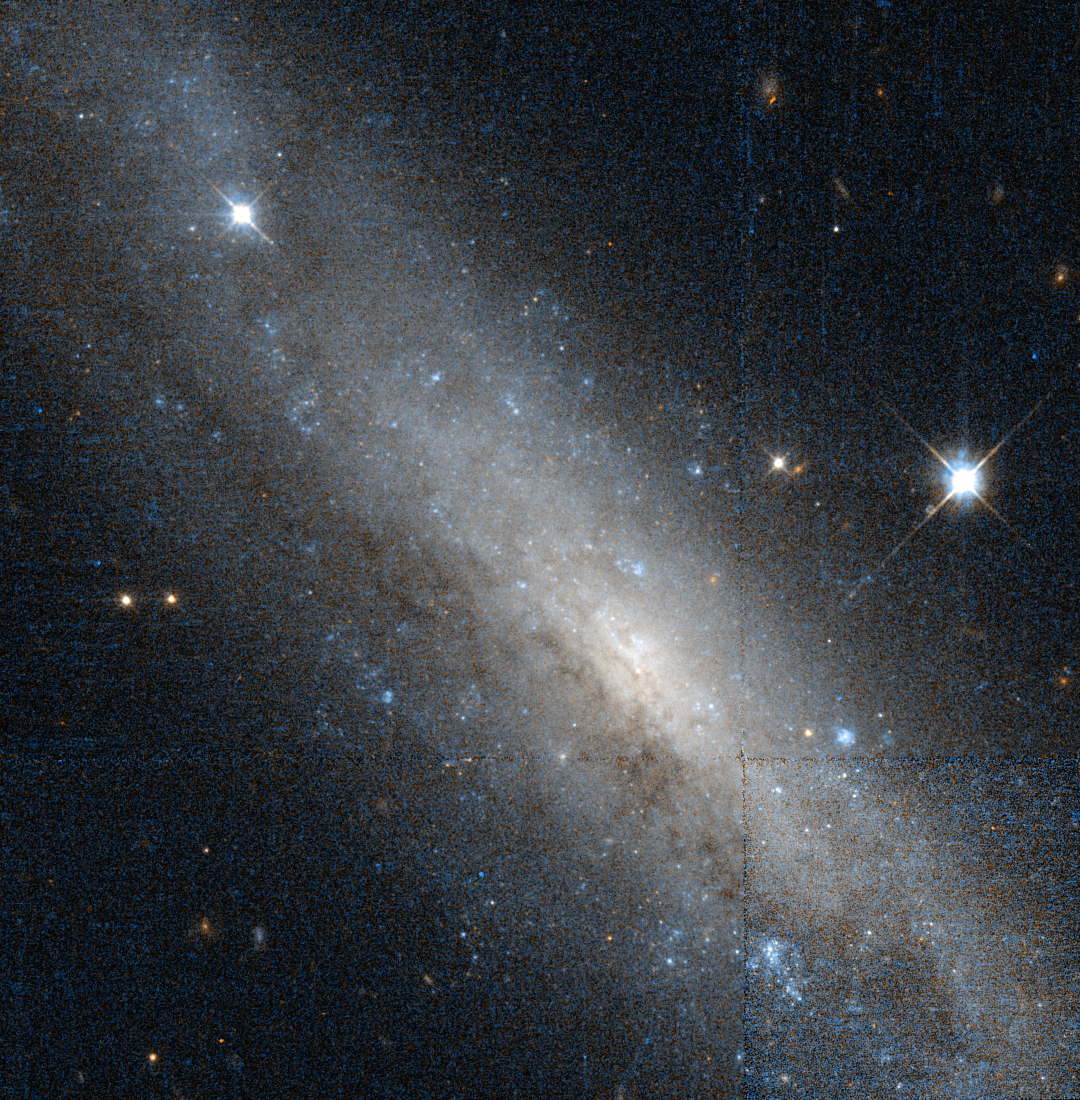
NGC 6689 par le télescope spatial Hubble.

En raison d'une brillance de surface égale à 14,29 mag/am2, on peut qualifier NGC 6689 de galaxie à faible brillance de surface (LSB en anglais pour low surface brightness). Les galaxies LSB sont des galaxies diffuses (D) avec une brillance de surface inférieure de moins d'une magnitude à celle du ciel nocturne ambiant.
La classe de luminosité de NGC 6689 est IV et elle présente une large raie HI. Elle renferme également des régions d'hydrogène ionisé. De plus, c'est une galaxie du champ, c'est-à-dire qu'elle n'appartient pas à un amas ou un groupe et qu'elle est donc gravitationnellement isolée.

## Distance de NGC 6689
La vitesse radiale de 656 km/s de NGC 6689 est trop faible et on ne peut utiliser la loi de Hubble-Lemaître pour calculer sa distance à partir du décalage vers le rouge. À ce jour, une quinzaine de mesures non basées sur le décalage vers le rouge (redshift) ont été réalisées et la moyenne de celles-ci donnent une distance de 13,233 ± 1,636 Mpc (∼43,2 millions d'al).